# All-Ireland Senior Hurling Championship 1904
L'All-Ireland Senior Football Championship 1904 fu l'edizione numero 18 del principale torneo di hurling irlandese. Kilkenny batté Cork in finale, ottenendo il primo titolo della sua storia.

## Formato
Parteciparono 12 squadre, tre per il Leinster, cinque per il Munster, 2 per il Connacht e 2 per l'Ulster, dove si disputò il primo titolo provinciale della storia. I campioni dei titoli provinciali erano ammessi alle semifinali All-Ireland.

## Torneo
Connacht Senior Hurling Championship
| Finale | Galway | 2-4 – 0-2 | Roscommon |  |

Leinster Senior Hurling Championship
| Finale | Kilkenny | 2-8 – 2-6 | Dublin |  |

Munster Senior Hurling Championship
| Finale | Cork | 3-10 – 3-4 | Tipperary |  |

All-Ireland Senior Hurling Championship
| Dublino 6 maggio 1906 Semifinale | Cork | 4-18 – 2- | Antrim | Jones's Road |

| 13 maggio 1906 Semifinale | Kilkenny | 2-8 – 1-7 | Galway | Athlone |

| 24 giugno 1906 Finale | Kilkenny | 1-9 – 1-8 | Cork | Carrick-on-Suir |